# Oleksandr Volynec'
Oleksandr Viktorovyč Volynec' (in ucraino Олександр Вікторович Волинець?; Ternopil', 9 ottobre 1974) è un nuotatore ucraino.
Ha partecipato alle Olimpiadi di Atene 2004, arrivando settimo nei 50 m sl

## Palmarès
- Mondiali in vasca corta

Mosca 2002: bronzo nei 50 m sl.
Shanghai 2006: bronzo nei 50 m sl.
- Europei

Berlino 2002: bronzo nei 50 m sl.
Budapest 2006: argento nei 50 m sl.
- Europei in vasca corta

Valencia 2000: argento nella 4 × 50 m misti e bronzo nei 50 m sl.
Anversa 2001: oro nella 4 × 50 m sl e argento nei 50 m sl.
Riesa 2002: bronzo nella 4 × 50 m sl e nella 4 × 50 m misti.
Dublino 2003: bronzo nella 4 × 50 m sl.
Vienna 2004: argento nella 4 × 50 m misti.